# Oldsmobile 88
Oldsmobile 88 var en bilmodell som tillverkades av Oldsmobile i många olika utföranden mellan 1949 och 1999. Oldsmobile 88 hade det prestigefyllda uppdraget att vara pace car vid motortävlingen Indianapolis 500 1949 och 1977.